# Anyone for Doomsday?
Anyone for Doomsday? è il terzo album in studio del gruppo musicale statunitense Powerman 5000, pubblicato il 28 agosto 2001 dalla DreamWorks Records.

## Tracce
1. Machines for the Living – 0:37
2. Danger Is Go! – 3:04
3. Bombshell – 3:14
4. The Meaning of Life – 2:47
5. Tomorrow Is Yesterday – 3:07
6. The End of Everything – 3:09
7. What the World Does – 2:02
8. 177-TR? – 0:21
9. The One and Only – 3:05
10. Wake Up – 3:18
11. Rise – 0:54
12. Megatronic – 2:39
13. The Future That Never Was – 5:27 – dopo 0:30 secondi dal termine del brano (4:35-5:05) inizia una traccia fantasma senza titolo

## Formazione
- Spider One – voce
- Adam 12 – chitarra
- M.33 – chitarra
- Dorian 27 – basso
- Al 3 – batteria